# General z. b. V. im Oberkommando
Zowel de land- als de luchtmacht van het Duitse Rijk gedurende de Tweede Wereldoorlog beschikten over een General z. b. V. im Oberkommando. Beide generaals maakten deel uit van het opperbevel van hun krijgsmachtonderdeel en hielden zich bezig met verscheidene bijzondere aangelegenheden.

## General z. b. V. im Oberkommando der Luftwaffe
Bij de Duitse Luftwaffe was er vanaf 1941 een soortgelijk kantoor ingesteld. De enige bekende General z. b. V. im Oberkommando der Luftwaffe was luitenant-generaal (eerst generaal-majoor) Walter Lorenz, werkzaam van 1 mei 1941 tot 20 december van datzelfde jaar.

## General z. b. V. im Oberkommando des Heeres
De functie van General z. b. V. im Oberkommando des Heeres stamde al uit oktober 1940, toen Eugen Müller tot General zur besonderen Verwendung werd benoemd. Luitenant-generaal en radiocommentator Kurt Dittmar werd General z. b. V. für das militärische Schrifttum (generaal voor de militaire literatuur) en kreeg als adjudant militair en journalist Wilhelm Ritter von Schramm toegewezen.

### Structuur
- Chefgruppe (organisatie, personeel en bijzondere inzet)[3]
- Gruppe I (politiek, vanaf maart 1944 een verantwoordelijkheid van de NS-Führungsstab des Heeres)
- Gruppe II (religie, vanaf maart 1944 een verantwoordelijkheid van de NS-Führungsstab des Heeres)
- Gruppe III (discipline, verliezen en oorlogsgraven, vanaf maart 1944 Chef des Wehrmachtstreifendienst)
- Gruppe IV (reclame, vanaf 1943)
- Gruppe V (propaganda, vanaf 1943)
- Gruppe Abwehr (contraspionage)
- Gruppe Heeresfeldpolizeichef (Geheime Feldpolizei)
- Gruppe Rechtswesen im OKH (vanaf 1940, voorheen Gruppe III des Generalquartiermeisters)